# رابرت روزن
رابرت روزن (به انگلیسی: Robert Rosen) (۲۷ ژوئن ۱۹۳۴–۲۸ دسامبر ۱۹۹۸) زیست‌شناس نظری آمریکایی پروفسور بیوفیزیک در دانشگاه دالهاوزی است. وی در برونسویل (بخشی از بروکلین) متولد شد.
وی در زمینه‌های ریاضیات، فلسفه، زیست‌شناسی، فیزیک و تاریخ (بخصوص تاریخ علوم) مطالعه داشت.